# Gelasio di Cizico
Gelasio di Cizico (fl. V secolo) è stato uno storico e scrittore bizantino.
Il nome Gelasio, spesso attribuito a lui, fu un errore di Fozio I di Costantinopoli e del curatore dell'editio princeps; l'autore anonimo non menzionò il suo nome, motivo per cui a volte è chiamato anche Anonimo Ciziceno.
L'autore ci dice che era figlio di un sacerdote di Cizico e che intorno al 475 fu uno scrittore attivo in Bitinia, provincia romana dell'Asia Minore, che si occupò di dimostrare contro gli eutichiani che i padri del Concilio di Nicea I non insegnavano il monofisismo. Questi dettagli ci vengono forniti nella sua prefazione. Non sono note altre notizie biografiche riguardo all'Anonimo Ciziceno.
Il suo Syntagma o raccolta degli Atti del Primo Concilio di Nicea è stato finora considerato come il lavoro di un compilatore mediocre; recenti ricerche, tuttavia, ne indicano una certa importanza. È diviso in tre libri: il libro I tratta della vita di Costantino fino al 323; il libro II della storia del concilio, suddivisa in trentasei capitoli; del libro III furono pubblicati originariamente solo frammenti, fino a quando l'intero libro fu scoperto dal cardinale Angelo Mai nella Biblioteca Ambrosiana.
Si può affermare che lo studio serio delle fonti di Gelasio sia iniziato con l'identificazione da parte di Turner dei lunghi passaggi tratti da Rufino nel libro II. Un'analisi completa delle fonti fu effettuata da Gerhard Löscheke, i cui sforzi restituirono a Gelasio un posto tra gli autorevoli storici della Chiesa, di cui fu ingiustamente privato, dando anche peso all'idea, finora generalmente respinta, che esistesse una documentazione ufficiale degli Atti del Concilio di Nicea; e inoltre che fu da questa documentazione che Dalmazio trasse il discorso di apertura di Costantino, la confessione di Osio di Cordova, il dialogo con Fedeo e le nove costituzioni dogmatiche, che Hefele dichiarò essere "certamente spurie".
Il "Giovanni" a cui si riferisce Gelasio, come precursore di Teodoreto, non è ancora stato identificato; da lui derivano le parti pubblicate del libro III, le lettere di Costantino ad Ario, alla Chiesa di Nicomedia e a Teodoto, che secondo Löschcke sono tutte autentiche. Quest'ultimo, confrontando la lettera di Costantino al Sinodo di Tiro (335), come riportata da Gelasio e Atanasio, mostrò che Gelasio aveva fornito l'originale completo, mentre Atanasio una versione abbreviata.